# Café de las Salesas
El café de las Salesas (1878-1945), fue un establecimiento de Madrid situado en la calle de las Salesas, y luego número 17 de la calle del Conde de Xiquena, esquina a la plaza de las Salesas. Se trataba de un café clásico del siglo XIX con grandes espejos en sus paredes que lo hacían parecer más amplio, mesas de mármol y sillas de madera y anea, en un perímetro de grandes divanes rojo granate, en un pequeño bosque de columnas metálicas bajo arañas de cristal y el toque de un teléfono de campanillas. Durante un periodo también fue café-concert y contó con un salón de billar anexo.

## Historia
Suficientemente alejado de lo que entonces era el centro de Madrid, resultaba ser un local de barrio, tranquilo e íntimo, con una clientela de a diario que en su mayor parte formaban leguleyos del vecino Palacio de Justicia madrileño, además de los ocasionales testigos o parientes de los procesados, y una tropa variable de periodistas en busca de la noticia, en especial de los casos truculentos como el crimen de la calle Fuencarral (ocurrido en 1888). Otro de los servicios habituales del café era proporcionar las consumiciones a los detenidos. También se vio afectado, pero en sentido inverso por la huelga de camareros de Madrid, ocurrida en 1918.
Como imprescindible café de tertulia, tuvo el de las Salesas, entre las más sonadas, la de “Los salesianos”, reunión matinal que se desarrollaba entre las 11 y la 1’30 y que, a pesar de estar dedicada en exclusiva a hablar de política, hacía respetar la consigna de «discutir sí, pelear no» (y ya en los años previos a la guerra civil española, «no atacar, pero sí defenderse») y el lema «entre hombres de bien no puede haber engaños». Entre sus componentes estuvieron el periodista Augusto Vivero Rodríguez, que actuaba como presidente, el abogado Eduardo Ortega y Gasset (hermano mayor del filósofo), o tertulianos de signo opuesto como Marino García, militante comunista, y Francisco Olías, representante de la derecha más recalcitrante.
Era precepto obligatorio para ser admitido en ella el uso distintivo de plumas estilográficas de una marca determinada.

## Una cita con Machado
El día 8 de diciembre de 1933, la periodista Rosario del Olmo concertó una cita con el poeta Antonio Machado en este café de las Salesas. El suceso, insignificante a priori, quedaría inmortalizado por el fotógrafo Alfonso (imagen considerada como una de las más representativas fotografías de Machado) que en una composición casi pictórica, incluyó un tercer personaje en la escena, el camarero Braulio reflejado en el gran espejo del local y un calendario marcando el día 8. La foto original –que se ha conocido por un fragmento recortado– mostraba a la periodista sentada junto al poeta a una mesa del café, bajo el reflejo del camarero Braulio en un espejo. Foto y entrevista no se publicarían hasta el 12 de enero del año siguiente con el título: "Deberes del arte en el momento actual", en el diario La Libertad. No quedó claro cuál de los dos Alfonsos ilustraba la entrevista de Rosario a Machado.